# Skyliners Fráncfort
El Skyliners Fráncfort, también conocido por motivos de patrocinio como Fraport Skyliners Frankfurt, es un equipo de baloncesto alemán con sede en la ciudad de Fráncfort, Hesse, que compite en la BBL y en la tercera competición europea, la FIBA European Cup. Disputa sus partidos en el Ballsporthalle, con capacidad para 5000 espectadores.

## Historia
El equipo nació en 1999, cuando el propietario del TV Tatami Rhondorf trasladó el mismo desde Rhöndorf a Fráncfort del Meno, pasando a denominarse Skyliners. En su primera temporada en la élite consiguió ganar la Copa de Alemania, competición de la que sería finalista en 2002 y 2004. Precisamente en esa temporada fue cuando consiguieron el que hasta ahora es su único título de la Bundesliga, derrotando al Brose Baskets en la final por 3-2.
Al año siguiente repitió aparición en la final, pero esta vez fue el Brose Baskets el que se hizo con el título por el mismo marcador que el año anterior. En su última final en la liga, en 2010, volvieron a quedar subcampeones, cayendo nuevamente ante el mismo rival y con idéntico resultado.

## Nombres
- Skyliners

(1999-2000)
- Opel Skyliners

(2000-2005)
- Deutsche Bank Skyliners

(2005-2011)
- Fraport Skyliners

(2011-)

## Registro por temporadas
| Temporada | División | Liga       | Posición | Playoffs         | Copa de baloncesto de Alemania | Competición Europea       |
| --------- | -------- | ---------- | -------- | ---------------- | ------------------------------ | ------------------------- |
| 1999–00   | 1        | Bundesliga | 3        | Semifinal        | Campeón                        | Juega Copa Saporta        |
| 2000–01   | 1        | Bundesliga | 8        | Cuartos de final | Cuartos                        | Juega Euroliga            |
| 2001–02   | 1        | Bundesliga | 3        | Semifinal        | Terceros                       | Juega Euroliga            |
| 2002–03   | 1        | Bundesliga | 7        | Cuartos de final | –                              | Juega ULEB                |
| 2003–04   | 1        | Bundesliga | 1        | Campeón          | Segundos                       | Juega ULEB                |
| 2004–05   | 1        | Bundesliga | 2        | Segundos         | Cuartos                        | Juega Euroliga            |
| 2005–06   | 1        | Bundesliga | 14       | –                | –                              | Juega ULEB                |
| 2006–07   | 1        | Bundesliga | 13       | –                | –                              | –                         |
| 2007–08   | 1        | Bundesliga | 4        | Semifinal        | –                              | Juega ULEB                |
| 2008–09   | 1        | Bundesliga | 7        | Cuartos de final | Terceros                       | Juega EuroChallenge       |
| 2009–10   | 1        | Bundesliga | 2        | Segundos         | Segundos                       | –                         |
| 2010–11   | 1        | Bundesliga | 3        | Semifinal        | Cuartos                        | Juega EuroChallenge       |
| 2011–12   | 1        | Bundesliga | 9        | –                | –                              | Juega Eurocup             |
| 2012–13   | 1        | Bundesliga | 15       | –                | –                              | –                         |
| 2013–14   | 1        | Bundesliga | 11       | –                | –                              | –                         |
| 2014–15   | 1        | Bundesliga | 6        | Cuartos de final | –                              | –                         |
| 2015–16   | 1        | Bundesliga | 3        | Semifinalista    | Terceros                       | FIBA Europe Cup – Campeón |
| 2016–17   | 1        | Bundesliga | 10       |                  |                                | Juega Champions League    |
| 2017–18   | 1        | Bundesliga | 8        |                  | Fase de clasificación          |                           |
| 2018–19   | 1        | Bundesliga | 11º      | Semifinales      |                                | 2 EuroCup                 |
| 2019–20   | 1        | Bundesliga | 7º       | Octavos de final |                                |                           |

## Palmarés
- Copa Europea de la FIBA: 1

2016
- Semifinales FIBA EuroChallenge: 1

2015
- Subcampeón Basketball Bundesliga: 2

2005, 2010
- Campeonato de Alemania: 1

2004
- Copa de Alemania: 1

2000
- Subcampeón Copa de Alemania: 2

2002, 2004

## Jugadores destacados
| - Andy Rautins - Stephens Thomas - Mario Kasun - Carl Lindbom - Jukka Matinen - Kimmo Muurinen - Danilo Barthel - Stefano Garris - Johannes Herber - Alex King - Bernd Kruel - Kai Nürnberger - Tim Ohlbrecht - Pascal Roller - Denis Wucherer - Alberto Vianini - Malick Badiane - Aziz N'Diaye - Dragan Labović - Rudy Mbemba - Alexander Lokhmanchuk - Derrick Allen - Troy Bell - Ryan Brooks |  | - Travon Bryant - Bradley Buckman - Eric Chatfield - Gary Collier - Travis Conlan - Kevin Foster - Kavossy Franklin - Devin Gibson - Lorenzo Gordon - Marcus Goree - Rick Hughes - Ken Johnson (baloncestista 1978) - Jon Leuer - Tyron McCoy - Darren McLinton - Antonio Meeking - Walter Palmer - Zachery Peacock - LaQuan Prowell - George Reese - Dawan Robinson - Keith Simmons - Michael Thompson - Tom Wideman |  | - Chris Williams - DaShaun Wood - Miroslav Todić - Dominik Bahiense De Mello - Ilian Evtimov - Carlos Andrade - Peter Guarasci - Jevohn Shepherd - Aaron Doornekamp - Andrew Kwiatkowski - Robert Maras - Koko Archibong - Konrad Wysocki - Dane Watts - Tyrone Ellis - Robert Garrett - Derrick Taylor - Michael Wright |